# Wendell, Massachusetts
Wendell är en kommun (town) i Franklin County i delstaten  Massachusetts, USA. Vid folkräkningen år 2010 bodde 848 personer på orten. Den har enligt United States Census Bureau en area på totalt 83 km² varav 1 km² är vatten.